# Fort Willem I (Nederlands-Indië)

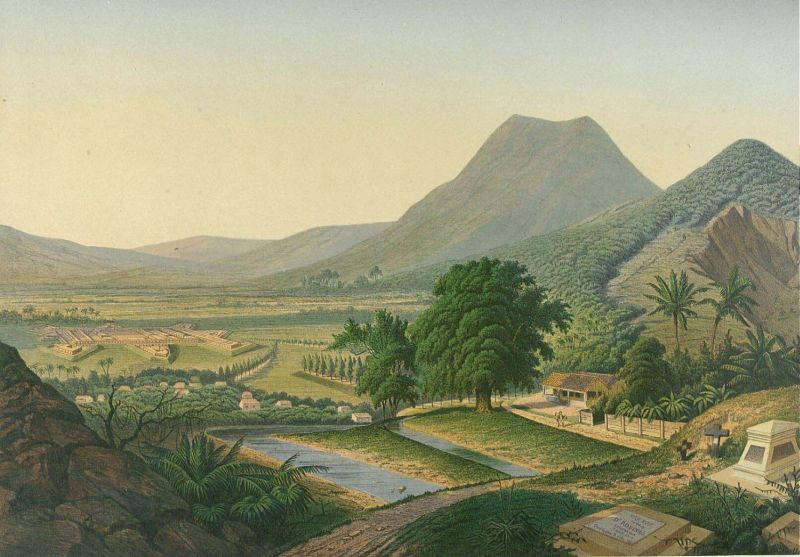
Fort Willem I

Fort Willem I is een voormalig fort in Oost-Indië op het eiland Java, genoemd naar koning Willem I. Het fort lag in de residentie en bij de stad Semarang, een kilometer ten zuidoosten van het stadje Ambarawa, en diende als een militaire legerplaats. 

## Omschrijving
In 1837 legde prins Hendrik van Oranje-Nassau (1820-1879) de eerste steen voor het fort. Het fort werd gebouwd om de twee toegangswegen naar de vorstenlanden te beschermen; dat waren de weg van Salatiga naar Solo en de weg van Magelang naar Djokjakarta. Aan het einde van de negentiende eeuw werd er tussen de plaats Ambarawa en het fort een alun aangelegd; aan de noordzijde werd een groot militair hospitaal gebouwd en aan de zuidzijde een militair kampement.
Omstreeks 1900 kwam er een eigen spoorverbinding, aftakking van de lijn Semarang-Solo, later doorgetrokken via Magelang naar Djokjakarta. Omstreeks die tijd werd de militaire bewoning rond het fort te krap en kwam er een tweede locatie te Banjoebiroe. 

## Gebruik
Tijdens de Japanse bezetting was het fort in gebruik als interneringskamp. Van maart 1942 tot augustus 1945 werd het gebruikt als een burgerkamp, van 14 oktober 1945 tot 23 november 1945 als een republikeins kamp van de Indonesische strijdgroepen die daar ruim 500 Europeanen opsloten. 23 november bevrijdden Britse troepen het kamp en werd het fort tot 13 december 1945 als een opvangkamp gebruikt.